# Ядро (математика)
В математиці термін ядро має декілька значень:
Ядро може означати підмножини, пов'язані з відображенням:
- Ядро відображення в лінійній алгебрі — множина елементів, що відображається в нульовий елемент, як, наприклад, ядро лінійного оператора, ядро матриці. В такому контексті ядро також наживається нуль-простором.
- Ядро гомоморфізму в алгебрі — множина елементів, що відображається в нейтральний елемент. Відображення має бути гомоморфізмом, тобто зберігати алгебраїчні операції, зокрема, відображати нейтральний елемент в нейтральний елемент.
- Ядро в теорії категорій — є узагальненням попереднього поняття до ядра морфізма.
- В теорії множин, ядро функції — множина всіх пар елементів з однаковим значенням функції. Це узагальнення ядра з алгебри, коли немає нейтрального елемента.
- В теорії множин, ядро різниці (бінарний еквалайзер) — множина всіх елементів, для яких значення двох функцій збігаються.

Ядро також може означати функцію двох аргументів, яка використовується для конструкції відображення:
- В інтегральному численні, ядро (інтегральне ядро, інтегральна функція) — функція двох змінних, що визначає інтегральне перетворення, наприклад як функція k в перетворенні

{\displaystyle (Tf)(x)=\int _{X}k(x,x')f(x')\,dx'.}
- У випадку, коли інтегральне ядро залежить тільки від різниці аргументів, воно перетворюється на ядро згортки, як в

{\displaystyle (Tf)(x)=\int _{X}\phi (x-x')f(x')\,dx'.}
- В статистиці, ядро — вагова функція, яку використовують в ядерній оцінці густини розподілу для оцінки густини імовірності випадкової величини.